# 善良的夏吾冬
《善良的夏吾冬》是一部中国上海美术电影制片厂制作的动画作品，根据维吾尔族民间故事改编，主角为一名名叫夏吾冬的维吾尔族少年。

## 剧情简介
夏吾冬是位善良的维吾尔族少年。森林里有一只狐狸落入猎人的陷阱，夏吾冬发现后将其救下。城里有一位公主，她拥有一面魔镜，这个魔镜可以照到任何地方的任何人，所有向公主求婚的人，都被要求躲到一个地方，让公主使用魔镜去搜寻，如果魔镜搜寻不到，公主才肯答应婚事；但假若魔镜搜寻到，就会将求婚者斩首。没有任何人可以躲得过魔镜的搜索。夏吾冬听说后，认为公主的这种行为很残忍，非常气愤，于是他找到公主并向其求婚。公主给了夏吾冬三次躲藏机会，前两次，夏吾冬虽藏得已很隐蔽，但仍被魔镜找到。到了第三次，夏吾冬在狐狸一家的帮助下，没有被魔镜找到。公主无奈，同意与夏吾冬结婚，但夏吾冬却离开了公主，并给她留下一句话：
“狠毒的公主只有魔鬼才能相配。”